# Jouni Grönman
Jouni Johannes Grönman (né le 17 mai 1962 à Pori (Finlande)) est un haltérophile finlandais.
Il remporte une médaille de bronze olympique en 1984 à Los Angeles en moins de 67.5 kg ainsi qu'une autre médaille de bronze aux Championnats du monde d'haltérophilie de 1984. Il est aussi vice-champion d'Europe en 1984.